# Magyar Nemzeti Vidéki Hálózat

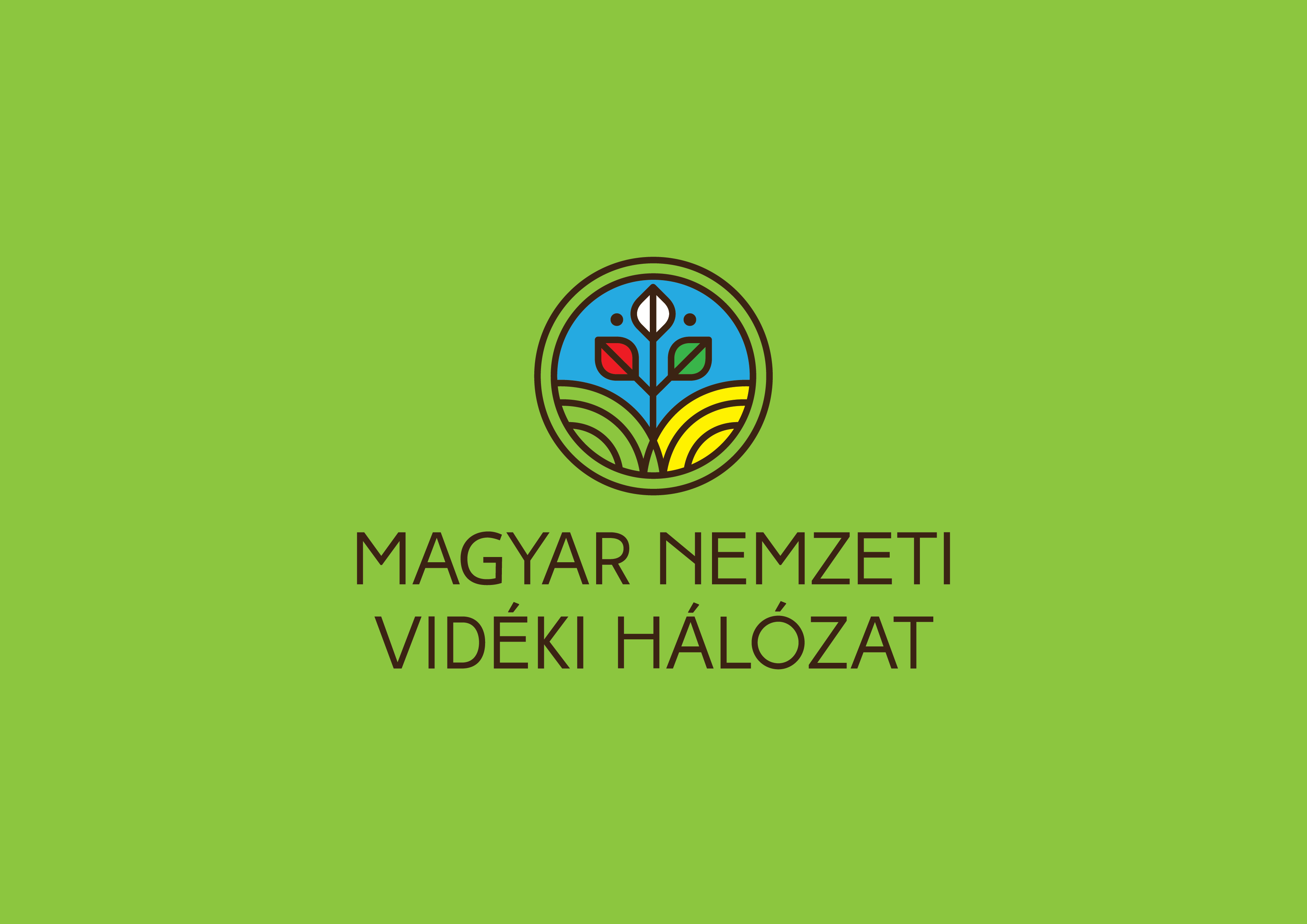
Magyar Nemzeti Vidéki Hálózat

Az MNVH feladata a vidékfejlesztésben érdekelt összes szereplő együttműködési hálózatba szervezése, így az érintett kormányzati, önkormányzati és civil közreműködő, gazdálkodó és társadalmi szervezetek, szakmai testületek, információs és együttműködési hálózatba szervezése, tevékenységének összehangolása.

## A Magyar Nemzeti Vidéki Hálózat (MNVH)
A Vidékfejlesztési Program (VP) keretében mintegy 12,133 milliárd € fejlesztési forrás használható fel a vidék felzárkóztatására. A legfontosabb célkitűzések: munkahelyteremtés, vidéki munkahelyek megőrzése és fejlesztése (kertészeti ágazatok, állattenyésztés, élelmiszeripar); fejlesztésekre, mikro-, kis- és középvállalkozások kiemelt fejlesztése, differenciált segítése, versenyképesség javítása, termelési és jövedelembiztonság, környezetkímélő gazdálkodás, erőforrás-hatékonyság, korszerű tudásbővítés, tudástranszfer és innováció, területi kiegyenlítés és fókuszálás, vidéki települések erőforrás-hatékony működése (helyi alapanyagok, szolgáltatások, megújuló erőforrások és együttműködések. + 2 tematikus alprogram: Rövid Ellátási Lánc (REL), Fiatal Gazda (FIG).
A VP középpontjában is a KKV-k lesznek.
A program megvalósításához elengedhetetlen a források hatékony és célszerű felhasználása, melyhez az érintettek több szervezettől is segítséget illetve információkat kaphatnak. A Magyar Nemzeti Vidéki Hálózat összefogja a vidékfejlesztésben részt vevő valamennyi hazai szereplőt, és az Unió tagországainak nemzeti hálózataival közösen alkotnak egy összeurópai hálózatot, az ún. Európai Vidékfejlesztési Hálózatot.

## Az MNVH célja
Az MNVH feladata a vidékfejlesztésben érdekelt összes szereplő együttműködési hálózatba szervezése, így az érintett kormányzati, önkormányzati és civil közreműködő, gazdálkodó és társadalmi szervezetek, szakmai testületek, információs és együttműködési hálózatba szervezése, tevékenységének összehangolása. A cél: a vidék társadalmi-gazdasági fejlődése, a felzárkóztatás, valamint a támogatási források hatékony felhasználása. Nem kevésbé fontos cél továbbá a gyakorlat-orientált térségközi és nemzetközi kapcsolatok kiépítése, a magyar nemzeti érdekek és értékek európai képviselete. Az MNVH tevékenysége nyomán az Európai Vidékfejlesztési Hálózatban együttműködő 27 tagország megismerheti a magyar fejlesztési eredményeket és a hazai vidékfejlesztő közösségek is tanulhatnak külföldi mintákból.
Az MNVH megalapítása nem egy új hálózat létrejöttét jelenti, hanem a már tevékeny, vidékfejlesztésben érintett szakmai szervezetek, közösségek, helyi szereplők együttműködését. 

## Regisztráció
A regisztráltak a honlapon keresztül naprakész információkat kapnak a vidékfejlesztést érintő témákról, de akár szakértők véleményét is kikérhetik az online szolgáltatások keretében. A regisztrált személyek vagy szervezetek képviselői részt vehetnek továbbképzésen és nemzetközi tapasztalatcsere programokon, továbbá kapcsolatba léphetnek egymással közös projektek létesítésének, vagy egymás jó gyakorlatainak megismerése céljából. Tagdíj- és egyéb kötelezettség nincs.
Regisztrálhat minden vidékfejlesztésben érdekelt, vagy érintett nagykorú belföldi természetes személy, önkormányzat, vagy azok többcélú kistérségi társulása, mikro-, kis- és középvállalkozás, hazánkban nyilvántartásba vett egyesület, társadalmi vagy érdekképviseleti szervezet, felsőoktatási intézmény, szakmai és gazdasági kamara, törvény alapján nyilvántartásba vett egyház. 
Regisztrálni az MNVH  Archiválva 2009. március 27-i dátummal a Wayback Machine-ben honlapján lehet.

## Az MNVH szervezete
A Tanács az MNVH legfőbb érdekegyeztető, javaslattevő testülete, amely tevékenysége során véleményt alkot a nemzeti-, az európai és nemzetközi vidékpolitikáról, valamint hazai szinten közvetíti a vidékpolitikában érintettek érdekeit. A Tanács alakuló ülését 2008. december 2-án tartotta.
Az Elnökség részt vesz az MNVH cselekvési tervének kialakításában, szakmai kérdésekben véleményt alkot, állásfoglalást ad, valamint véleményt nyilvánít a kormány, illetve a miniszterek megkeresésére a vidékfejlesztést érintő stratégiai kérdésekről. 
Az Elnök jeleníti meg az MNVH szakmai és civil szervezeteinek egységét. A megválasztott elnök Sáringer-Kenyeres Tamás, aki miniszteri megbízottként végzi feladatát. Az Elnök ellátja az MNVH képviseletét, vezeti és képviseli az Elnökséget és a Tanácsot, valamint párbeszédet folytat a vidékfejlesztésben érintett szervezetekkel. Az Elnök továbbá javaslatot tehet a kormánynak és az érintett minisztereknek a vidékfejlesztéssel kapcsolatos intézkedések megtételére. 
Az Állandó Titkárság az MNVH operatív szervezete.